# Yuliano Acri
Yuliano Acri (Buenos Aires, 8 de febrero de 1978) es un músico y productor argentino.  

## Biografía
En 1998 junto a Gustavo Spinetta, Fernando Nalé y Noelia Mourier formó Suavestar, agrupación de pop independiente con la que recorren gran parte del circuito under de Buenos Aires. 
En el 2000 lanzaron el primer álbum Felizmente casados, masterizado por Mariano López en estudios La Diosa Salvaje y en el cual participaron Julieta Brotsky y Andrea Di Nápoli.
En ese año Acri fue convocado para formar parte del grupo de Daniel Melero para la presentación del álbum Vaquero, donde compartió equipo con Gabo Manelli (de la banda Babasónicos), Gabriel Guerrisi (El Otro Yo), Leo Santos (Victoria Mil) y el productor Enrique Londaist.
Ese mismo año trabajó con Luis Alberto Spinetta para realizar un remix de la canción "Tonta luz" de su trabajo discográfico Obras en Vivo. A fines de 2001 participó del disco de Los Látigos Pose como compositor y tecladista .
En 2002  en paralelo participó como miembro del grupo de Melero, editó con Suavestar un EP titulado Lo que querías que incorporó a Claudia Sinesi en voz y guitarra.
Durante 2003 y 2004 participó como invitado permanente en los grupos A-Tirador Láser, Adicta y Los Látigos, colaborando como músico en vivo y produciendo en estudios los discos Braiatan (A Tirador Láser, 2001), Hombre (Los Látigos, 2003) y El título es secreto (A Tirador Láser 2004). También trabajó en la grabación del disco Música y delirio de Emmanuel Horvilleur, en teclados e integra el grupo que lo acompaña en su primer show solista.
En 2004 grabó y produjo Después, disco quíntuple de Daniel Melero. Por entonces realizó numerosas producciones y colaboraciones en distintos roles con artistas como Babasónicos, Amadeo Pasa, Érica García, Rosario Bléfari y Migue García con quien compuso el corte «Historias de terror» de su primer disco. Un año después se editó Demasiado para televisión, último álbum de Suavestar y el grupo se despidió con un show junto a Daniel Melero.Paralelamente trabajó en los dos primeros álbumes solista de Lucas Martí, Simplemente y Primer y último acto de noción, en teclados, producción y mastering.
En 2005 realizó una serie de conciertos junto a Leo García, que incluyó presentación junto a la Orquesta del Teatro Colón en la ciudad de Mar del Plata. y fue el autor de la letra de la canción «Todo sobre vos», incluida en el primer álbum solista de Fernando Nalé, Forma; allí grabó los teclados y contó con la participación Gustavo Cerati en voz y guitarra. En 2007 fundó el grupo musical Amiztad, junto a Marcelo Zeoli, proyecto que nucleó a  García, Leandro Fresco y Nalé, entre otros. Grabaron un álbum que no llegó a editarse y realizaron una única presentación. Complementariamente realizó producciones para artistas como Diosque, Metal, Luciano Duarte.
En 2008 realizó un primer show como solista en el Teatro Concert y emprende una serie de presentaciones con diferentes formaciones e invitados.
Del 2011 al 2013 trabajó en el primer disco solista de Leandro Fresco, componiendo, produciendo y tocando en vivo dentro del grupo completado por Martín Carrizo, Nalé, Gonzalo Córdoba y Cyn Rosenfeld, con los que realizaron presentaciones en los festivales Creamfields, Personal Fest y los teatros Samsung y La Trastienda Club.
En 2013 produce y escribe las canciones del primer disco de El dependiente, proyecto solista de Marcelo Zeoli, ex Los Látigos. También produce y toca para la canción Huellas en la Arena, del primer disco solista de Claudia Sinesi, en el que participa Juliana Gattas en voz. Ese mismo año interpreta para la banda de sonido de la película Muerte en Buenos Aires.
En 2014 se edita Disco, de Daniel Melero, álbum en el que vuelve a ser parte del grupo de Melero y participa componiendo y tocando varios instrumentos. El disco es nominado a los Premios Carlos Gardel en la categoría Mejor Álbum Rock-Pop Alternativo.  
Ese mismo año (2014) compone y toca para el disco Cutaia/Melero. El álbum gana el Premio Carlos Gardel de 2015 en la categoría de Mejor Álbum Música Electrónica.
Realizó  trabajos y colaboraciones para los artistas mexicanos Zoé, Telefunka y Cumbres, y participó como invitado en discos de Gillespi, Los Auténticos Decadentes y Viuda e Hijas de Roque Enroll. También editó junto a Lucas Martí y Cyn Rosenfeld el primer álbum de trío electro-pop Altagama. 
En el 2015 editó Piano Volumen 2|Piano Volumen 2, junto a Daniel Melero.
En 2016 produjo Atlas, el último disco de Daniel Melero, en el que además compuso y tocó varios instrumentos. En noviembre de 2016 editó su primer disco solista Prestigio Romántico, producido por Daniel Melero, a través de Red-Ultrapop.
En 2017 fundó su sello discográfico El Libertador donde entre otras producciones realizaron un tributo a Los Encargados y edita su segundo álbum solista YA  Entre 2017 y 2020 produjo sencillos y discos para Luciano Duarte, Avto y El Dependiente.
Como solista publicó dos sencillos en colaboración: «Hoja en blanco» (con Leo García) e «Inconmovible» (con Alfonso el Pintor), y «La inocente mente», adelanto de su próximo álbum a publicarse en agosto de 2020 Dos corazones y un botón antipánico.
En 2020 produjo y compuso para el tercer disco de El Dependiente, Desposeído.

## Discografía
| - Prestigio Romántico (2016) - El Modelo (Single con Violeta Castillo) (2017) - Y A (2017) - Puro Total (Single) (2018) - Hoja en Blanco (Single con Leo García) (2019) - Inconmovible (Single con Alfonso El Pintor) (2019) - La Inocente Mente (Single) (2020) - Dos Corazones y Un Botón Antipánico (2020) - Fechas (Single) (2021) - Vida Playera (2021) - Carta (Single con Rocco Posca) (2021) - Cifras (Single con Lucas Martí) (2022) - Irse (2022) - Walk Away Renee (Incluida en The Fake Tapes) (2025) - Susto (2023) - Desfile (2023) - El brillo de la despedida (2023) - El brillo del demo (2023) - El encanto terminó con La tormenta en la costa (2024) - Airbnb en un árbol (2024) - Desayuno Continental con Médicos (2024) - Ante mucho (2024) - Cruzar (2025) - Ser vulnerable (2025) - Ser (vivo) superior (2025) - Ciudadanía (2025) - Felizmente Casados (2000) - Muñeca (2001) - Lo que querías EP (2002) - Canción Electrónica 2 (Compilado, Índice Virgen) (2004) - Demasiado para Televisión (2005) - Temporada Completa (2019) - Después (2004) - Disco (2014) - Cutaia/Melero (2014) - Piano Volumen 2 (2015) - Atlas (2016) - Cristales de tiempo (2017) - Prueba el fuego (Sencillo, 2019) - Travesti Vive (2021) - Flor de loto (Sencillo, 2022) - Ultima thule (2022) - Cine Clandestino (2023) | - Braiatan (2001) - Otro Rosa (2002) - El Título es Secreto (2004) - Premier (1998) - Pose (2001) - Hombre (2003) - Insurgentes EP (2006) - Primeros Auxilios (2007) - Rudo y Cursi (Banda de sonido, 2007) - Centro (2024) - Altagama (2014) - Alta Navidad (Simple) (2014) - Interpretaciones (2015) |

### Colaboraciones
| - Obras en Vivo (Luis A. Spinetta, 2001) - Mauricio (Ondas Martenot, 2001) - Mezclas Infames (Babasónicos, 2003) - Música y Delirio (Emmanuel Horvilleur, 2003) - Entrábamos como Nada (Amadeo Pasa, 2004) - Rusia (Rusia, 2004) - Quieto o Disparo (Migue García, 2005) - Simplemente (Lucas Martí, 2005) - Primer y Último Acto de Noción (Lucas Martí, 2005) - Forma (Fernando Nalé, 2006) - Cajita Feliz (Marianela Pelz, 2006) - Mil Rayos (Avi, 2007) - El Amor en la Disco (Amadeo Pasa, 2008) - Satanista (Teddy & Pearl, 2008) - El Milagro Dance (Leo García, 2009) - Común y Especial (Leo García, 2010) - Leandro Fresco (Leandro Fresco, 2012) - Brote (remixes) (Diosque, 2012) - Claudia Sinesi (Claudia Sinesi, 2012) - Mensaje Nuevo (El Dependiente, 2012) - Algo Real (Leo García, 2013) - Muerte en Buenos Aires (Banda sonora, 2013) | - Metal (Metal, 2013) - Lavial (Lavial, 2013) - El Arte de Esquivar Puñales (Maldonado, 2013) - La Tenencia (Luciano Duarte, 2014) - En Punta (El Pendejo, 2014) - Bettymology (Betty Confetty y Su Conjunto Tropical, 2014) - Y la banda sigue (Los Auténticos Decadentes, 2014) - Perlas y Diamantes (Viuda e Hijas de Roque Enroll, 2014) - Desayuno en Ganímedes (Gillespi, 2014) - Programatón Revisitado (Zoé, 2015) - Octonírico (Índica, 2015) - Crestomatías (Cumbres, 2015) - Eureka (Telefunka, 2015) - Momia (Avto, 2016) - Danzas Nativas (Metal, 2016) - Pulpo (Luciano Duarte, 2016) - Atlas (Daniel Melero, 2016) - Me gustaba más cuando me querías (Adrián Paoletti, 2017) | - Film (Avto Complaciente, 2017) - Detectives sin destino (Suezz, 2017) - Conceptos básicos (Tauro, 2017) - Vi (Single) (Luciano Duarte, 2017) - Atento (Single) (El Dependiente, 2017) - Duplicado (EP) (Suez, 2018) - Agua (Single) (Luciano Duarte, 2018) - Socio (Auto, 2018) - Simples (UN con Melero, 2019) - El Ciclo Celestial (Single) (El Dependiente, 2019) - Orquídea (Luciano Duarte, 2019) - El Principio (Single) (El Dependiente, 2020) - Reservado (Avto, 2020) - La Memoria de un Beso (Single) (Lucas Martí, 2020) - Desposeído (El Dependiente, 2020) - ¡Chas! (Single) (Claudia Sinesi, 2020) - Al Desierto (Suez, 2020) - Menos que amor (Single) (Ceretti, 2020)' - El Gaviota (Rocco Posca, 2021) - Fantástico (Single) (Luciano Duarte, 2021) - Desconocía tu deseo (Single) (El Dependiente, 2021) - Quién soy (Single) (Luciano Duarte, 2021) - Lava (Avto, 2021) - Cómo hacen los demás (Single) (El Dependiente, 2022) - Ventana (Violeta Castillo, 2022) - Olas (Haien Qiu, 2022) - Fiesta (Luciano Duarte, 2022) - Bullshit (Favio Posca, 2022) - La corrección es falsa (Single) (El Dependiente, 2022) - Idéntico (El Dependiente, 2022) - La vanguardia de la locura (Favio Posca, 2022) - Canciones a medias (Dante Bruni, 2023) - Constitución (Amadeo Pasa, 2023) - La memoria del pez (Single) (Salvet, 2023) - Nocturno (Single) (Los Látigos, 2023) - Discontinuo (Spleen, 2023) - Bostezos (Single) (Los Látigos, 2024) - Las cenizas no queman (Single) (Luciano Duarte, 2025) - Amor valiente (Rocco Posca, 2025) - Make up (Amadeo Pasa, 2025) - Nevado (Amadeo Pasa, 2025) |

## Premios y nominaciones
2015 Cutaia/Melero. Premios Carlos Gardel, Mejor Álbum Música Electrónica 
2015 Daniel Melero. Disco . Premios Carlos Gardel - Nominado 